# Thunder 3
Thunder III ist die zweite Fortsetzung des Actionfilmes Thunder, die wiederum mit dem großenteils gleichen Team entstand. Deutschsprachige Erstaufführung der Fabrizio-De-Angelis-Produktion war der 25. Februar 1988 auf Video.

## Handlung
Noch immer versucht Thunder, ein friedliches Familienleben auf dem Land seiner Ahnen zu führen. Doch auch die Korruption und Gewalt sind weiterhin anwesend, meist in Form polizeiunterstützten Unrechtes. Als Thunder aufbegehrt, wird seine Frau Sheena entführt. Er kämpft diesmal gegen Söldner unter Führung des vom Krieg nahezu wahnsinnig gewordenen Colonels Magnum. Da der Sheriff der Gegend sich zögerlich zeigt, muss Thunder allein auf die Unterstützung seines Freundes Little Crow bauen, um gegen die Verbrecher zu Felde zu ziehen. Erneut geht er am Ende siegreich daraus hervor.

## Kritik
Dies sei ein „brutaler Actionfilm ohne inszenatorisches Geschick“, urteilt das Lexikon des internationalen Films, und Roberto Poppi ergänzt, in dem zur Serienproduktion heruntergekommenen Aufguss des Originals werde neben den endlos wiederholten Routinen diesmal auch Karate Kid verwurstet. Allein die Routine des Regisseurs und die gute Fotografie sei einer positiven Erwähnung wert.